# Astragalus keyserlingii
Astragalus keyserlingii är en ärtväxtart som beskrevs av Aleksandr Andrejevitj Bunge. Astragalus keyserlingii ingår i släktet vedlar, och familjen ärtväxter. Inga underarter finns listade i Catalogue of Life.